# Città di Mauritius
Lista di città di Mauritius.

## Mauritius
| Cities |                       |                               |        |
| 1.     | Port Louis            | Port Louis Rivière Noire      | 140608 |
| Towns  |                       |                               |        |
| 1.     | Beau Bassin-Rose Hill | Plaines Wilhems               | 103098 |
| 2.     | Curepipe              | Plaines Wilhems Moka          | 90845  |
| 3.     | Quatre Bornes         | Plaines Wilhems Rivière Noire | 90810  |
| 4.     | Vacoas-Phoenix        | Plaines Wilhems Moka          | 105559 |